# AWS 람다
AWS 람다(AWS Lambda)는 아마존이 아마존 웹 서비스의 일부로서 제공하는 사건 기반 서버리스 컴퓨팅 플랫폼이다. 이벤트에 대응하여 코드를 실행하는 컴퓨팅 서비스이며 해당 코드에 의해 필요한 컴퓨팅 자원을 자동으로 관리해준다. 2014년 11월 도입되었다.
2018년 기준으로 Node.js, 파이썬, 자바, Go, 루비, C 샤프(닷넷을 통해) 언어를 모두 지원한다. 2018년 말, 커스텀 런타임 지원이 AWS 람다에 추가되었다.

## 같이 보기
- 이벤트 기반 아키텍처
- 서버리스 컴퓨팅
- 서비스형 함수
- 익명 함수
- 오라클 클라우드
- 마이크로소프트 애저